# Helicopsis striata
Helicopsis striata is een slakkensoort uit de familie van de Hygromiidae. De wetenschappelijke naam van de soort is voor het eerst geldig gepubliceerd in 1774 door O.F. Muller.